# Liste der Monuments historiques in Meigneux (Seine-et-Marne)
Die Liste der Monuments historiques in Meigneux (Seine-et-Marne) führt die Monuments historiques in der französischen Gemeinde Meigneux auf.

## Liste der Objekte
| Bezeichnung | Beschreibung           | Standort                                       | Kennzeichnung | Schutzstatus | Datum | Bild           |
| ----------- | ---------------------- | ---------------------------------------------- | ------------- | ------------ | ----- | -------------- |
| Taufbecken  | Stein, 18. Jahrhundert | in der Kirche Notre-Dame-de-la-Nativité (Lage) | PM77002394    | Inscrit      | 1977  | weitere Bilder |